# Іди на звук (албум групе Go A)
Иди на звук (укр. Іди на звук) је први студијски албум групе Go_A. Албум се састоји од 10 нумера и траје 43 минута и 58 секунди.

## Лествице
| Албум         | Детаљи                                                                              | Највише позиције на лествицама |
| Албум         | Детаљи                                                                              | LTU                            |
| ------------- | ----------------------------------------------------------------------------------- | ------------------------------ |
| „Іди на звук” | - Објављен: 1. новембра 2016. - Формат: Дигитални - Продукцијска кућа: Moon Records | 56                             |

## Рефренце
1. ↑  „#Ідиназвук”. musixmatch.com. MusixMatch. 2016. Приступљено 17. 1. 2022.
2. 1 2  „#Ідиназвук”. deezer.com. 29. 11. 2016. Приступљено 17. 1. 2022.
3. ↑  „2021 21-os SAVAITĖS (gegužės 21-27 d.) SINGLŲ TOP100” (на језику: Lithuanian). Приступљено 31. 5. 2021.